# Thalamus
Thalamus (fra græsk θάλαμος, "rum") findes som den anden store kerneansamling – foruden hypothalamus – i storhjernens (cerebrums) mellemhjerne (diencephalon), og er i øvrigt tæt relateret til hjernebarken (cortex cerebri).
Nogle af dens funktioner er afhængige af sensoriske og motor-signaler til den cerebrale cortex, og reguleringen af bevidstheden, søvn, og opmærksomhed. De to dele af thalamus omgiver den tredje ventrikel. Den er hovedproduktet af fosterstadiets diencephalon.